# Médaille William-Smith
La médaille William-Smith est une récompense scientifique dans le domaine de la géologie décernée par la Société géologique de Londres.

## Lauréats
- 1977 : Robert Ferguson Legget
- 1978 : Marion King Hubbert
- 1979 : William Harry Mayne
- 1980 : George Armstrong
- 1981 : John Stewart Webb
- 1982 : Albert Walter Bally
- 1983 : Roy Woodall
- 1984 : Bernard Pierre Tissot
- 1985 : Peter George Fookes
- 1986 : Peter Robbins Vail
- 1987 : Robert Stanton
- 1988 : Peter Ziegler
- 1989 : Richard Allen Downing
- 1990 : Desmond A Pretorius
- 1991 : William Robert Dearman
- 1992 : Daniel Francis Merriam
- 1993 : Evert Hoek
- 1994 : Ziad Rafiq Beydoun
- 1995 : John Knill
- 1996 : Richard Henry Sillitoe
- 1997 : John Anthony Cherry
- 1998 : Stephen Larter
- 1999 : John William Lloyd
- 2000 : enys Brunsden
- 2001 : enneth William Glennie
- 2002 : icholas Ambraseys
- 2003 : Richard Hardman
- 2004 : Jeffrey Hedenquist
- 2005 : Robert Knipe
- 2006 : Stephen Foster
- 2007 : Michael Worthington
- 2008 : Martin Sinha
- 2009 : Michael Russell